# 스플래툰 (비디오 게임)
《스플래툰》은 닌텐도가 제작한 2015년 3인칭 슈팅 비디오 게임이다. 《스플래툰》 시리즈의 첫 번째 게임이다. 가상의 의인화 두족류 생물체 '잉클링'이 게임 내 플레이어 캐릭터로, 인간형과 두족류형 2종으로 변신할 수 있으며 잉크를 발사하는 다양한 무기를 활용해 영역배틀에 참가하는 것이 게임 내 주목표이다. 일인용 '히어로 모드'와 4대4 다인용 모드를 지원한다.
《스플래툰》은 닌텐도 내 정보개발본부 부서가 개발했으며, 본래 잉크 기반의 영역점령 게임으로 시작해 이후 오징어 캐릭터와 잉크에서 수영할 수 있는 능력 등을 포함한 확장된 게임으로 완성됐다. 게임 도안은 이전 《동물의 숲》 게임에서 작업했던 프로그래머 사토 신타로가 냈다. 《스플래툰》 개발진은 타 닌텐도 게임들에 비해 젊은 층의 개발자들로 구성됐다.
출시 후 《스플래툰》은 닌텐도가 야심차게 시작한 새 프랜차이즈라는 점, 전체적인 그래픽 스타일, 게임플레이와 음악으로 긍정적인 평가를 받았다. 게임 내 보이스챗과 개인 매치의 부재, 출시 당시 부족한 다인용 맵 수와 온라인 매치의 기술적인 문제들이 비판점으로 꼽혔다. 닌텐도는 출시 후 사후지원으로 새 무기와 맵 추가, 개인 매치 기능 추가와 일정 기간동안 개최하는 '페스티벌' 행사를 실시했다. 2017년 7월에 닌텐도 스위치로 후속작 《스플래툰 2》가 출시됐다.

## 평가

### 출시 전
발표 당시 《스플래툰》은 언론에서 호응을 받았다. 많은 게임 매체들은 닌텐도가 슈팅 기반 지적 재산을 창작한 것에 놀라워하며 장르 내 타 게임들과 남다른 새 게임플레이 요소들을 칭찬했다.

### 출시 후
출시 후 《스플래툰》은 리뷰 애그리게이터 웹사이트 메타크리틱에서 88개의 평가에 기반해 81/100점을 받아 "대체적으로 긍정적인 평가"를 받았다.

### 수상
| 연도 | 수상                          | 종목                  | 결과      | 각주          |
| ---- | ----------------------------- | --------------------- | --------- | ------------- |
| 2015 | 영국 아카데미 어린이상        | 최고 게임             | 수상      | [ 23 ]        |
| 2015 | 제33회 골든 조이스틱 어워드   | 최고 가족 게임        | 수상      | [ 24 ] [ 25 ] |
| 2015 | 제33회 골든 조이스틱 어워드   | 최고 다인용 게임      | 후보      | [ 24 ] [ 25 ] |
| 2015 | 제33회 골든 조이스틱 어워드   | 최고 닌텐도 게임      | 수상      | [ 24 ] [ 25 ] |
| 2015 | 제33회 골든 조이스틱 어워드   | 최고 신규 게임        | 후보      | [ 24 ] [ 25 ] |
| 2015 | 제33회 골든 조이스틱 어워드   | 최고 시각 디자인      | 후보      | [ 24 ] [ 25 ] |
| 2015 | 더 게임 어워즈 2015           | 최고의 가족 게임      | 후보      | [ 26 ]        |
| 2015 | 더 게임 어워즈 2015           | 최고 다인용           | 수상      | [ 26 ]        |
| 2015 | 더 게임 어워즈 2015           | 최고 슈터             | 수상      | [ 26 ]        |
| 2016 | 게임 디벨로퍼스 초이스 어워드 | 최고 음악             | 선외 가작 | [ 27 ]        |
| 2016 | 게임 디벨로퍼스 초이스 어워드 | 최고 디자인           | 후보      | [ 27 ]        |
| 2016 | 게임 디벨로퍼스 초이스 어워드 | 최고 기술             | 선외 가작 | [ 27 ]        |
| 2016 | 게임 디벨로퍼스 초이스 어워드 | 최고 시각 예술        | 후보      | [ 27 ]        |
| 2016 | 게임 디벨로퍼스 초이스 어워드 | 올해의 게임           | 선외 가작 | [ 27 ]        |
| 2016 | 게임 디벨로퍼스 초이스 어워드 | 혁신상                | 후보      | [ 27 ]        |
| 2016 | SXSW 게이밍 어워즈            | 가장 유망한 지적 재산 | 수상      | [ 28 ]        |
| 2016 | 재팬 게임 어워즈              | 올해의 게임           | 수상      | [ 29 ]        |

### 내용주
1. ↑  영어: Splatoon, 일본어: スプラトゥーン

### 참조주
1. ↑  “Splatoon（スプラトゥーン）”. 《Nintendo Japan》 (일본어). 2015년 4월 3일에 원본 문서에서 보존된 문서. 2015년 4월 2일에 확인함.
2. ↑  Otero, José (2015년 4월 1일). “Here's All the News from April's Nintendo Direct”. 《IGN》. Ziff Davis. 2015년 4월 2일에 원본 문서에서 보존된 문서. 2015년 4월 1일에 확인함.
3. ↑  Whitehead, Thomas (2015년 4월 2일). “Splatoon Release Date and amiibo Information Splat Into View”. 《Nintendo Life》. 2015년 4월 2일에 원본 문서에서 보존된 문서. 2015년 4월 1일에 확인함.
4. ↑  Robinson, Martin (2014년 6월 20일). “How Nintendo is reinventing the shooter with Splatoon”. 《Eurogamer》. Gamer Network. 2014년 6월 26일에 원본 문서에서 보존된 문서. 2014년 7월 22일에 확인함.
5. ↑  Crecente, Brian (2014년 6월 10일). “Splatoon is Nintendo's take on third-person squid shooters”. 《Polygon》. Vox Media. 2014년 11월 8일에 원본 문서에서 보존된 문서. 2014년 6월 11일에 확인함.
6. ↑  Totilo, Stephen (2014년 7월 3일). “Nintendo's Big New Multiplayer Shooter Is Very...Nintendo”. 《Kotaku》. Gawker Media. 2014년 7월 17일에 원본 문서에서 보존된 문서. 2014년 7월 22일에 확인함.
7. ↑  Sleeper, Morgan (2014년 6월 12일). “First Impressions: Taking Aim With Nintendo's New Online Shooter IP, Splatoon”. 《Nintendo Life》. 2014년 8월 21일에 원본 문서에서 보존된 문서. 2014년 12월 30일에 확인함.
8. ↑  O'Brien, Lucy (2014년 6월 10일). “E3 2014: Nintendo Keeps It Short & Sweet”. 《IGN》. Ziff Davis. 2014년 12월 3일에 원본 문서에서 보존된 문서. 2015년 1월 22일에 확인함.
9. 1 2  “Splatoon for Wii U Reviews”. Metacritic. 2015년 7월 17일에 확인함.
10. ↑  Carter, Chris (2015년 5월 27일). “Review: Splatoon”. 《Destructoid》. Modern Method. 2015년 5월 28일에 원본 문서에서 보존된 문서. 2015년 6월 1일에 확인함.
11. ↑  Edge, August 2015, page 110
12. ↑  “Splatoon: un altro centro per Nintendo - recensione”. 《Eurogamer》 (이탈리아어). 2015년 5월 27일.
13. ↑  Brown, Peter. “Splatoon Review”. 《GameSpot》.
14. ↑  Roberts, David (2015년 5월 27일). “Splatoon review”. 《GamesRadar》. 2015년 6월 1일에 원본 문서에서 보존된 문서. 2015년 5월 27일에 확인함.
15. ↑  Moore, Ben (2015년 5월 27일). “Splatoon Review”. 《게임트레일러스》. Defy Media. 2015년 5월 29일에 원본 문서에서 보존된 문서. 2015년 5월 27일에 확인함.
16. ↑  Otero, José (2015년 5월 29일). “Splatoon Review”. 《IGN》. Ziff Davis. 2015년 6월 1일에 원본 문서에서 보존된 문서. 2015년 6월 1일에 확인함.
17. ↑  Otero, José. “Splatoon V2 Review”. 《IGN》. 2015년 11월 16일에 원본 문서에서 보존된 문서. 2015년 11월 16일에 확인함.
18. ↑  Olney, Alex (2015년 5월 27일). “Splatoon Review”. 《Nintendo Life》. 2015년 6월 1일에 원본 문서에서 보존된 문서. 2015년 6월 1일에 확인함.
19. ↑  “Splatoon Review”. 《Nintendo World Report》.
20. ↑  “Splatoon review: ink, charm and lots of ideas”. 《The Guardian》. 2015년 6월 17일에 확인함.
21. ↑  “Splatoon - Game Review - Slant Magazine”. 2016년 12월 30일에 확인함.
22. ↑  Peckham, Matt. “This Is Hands-Down the Best Game Nintendo's Made in Years”. 2016년 12월 30일에 확인함.
23. ↑  “2015 Childrens' Game”. British Academy of Film and Television Arts. 2015년 11월 25일에 원본 문서에서 보존된 문서. 2015년 11월 25일에 확인함.
24. ↑  “33rd Golden Joystick Awards”. 《GamesRadar》. Future. 2015년 9월 5일. 2015년 9월 5일에 원본 문서에서 보존된 문서. 2015년 9월 7일에 확인함.
25. ↑  “Golden Joysticks 2015: The Witcher 3: Wild Hunt wins five gaming awards”. 《BBC》. 2015년 10월 31일. 2015년 11월 1일에 원본 문서에서 보존된 문서. 2015년 11월 4일에 확인함.
26. ↑  McFerran, Damien (2015년 12월 4일). “Splatoon And Super Mario Maker Honoured At The Game Awards 2015”. 《Nintendo Life》. 2015년 12월 7일에 원본 문서에서 보존된 문서. 2015년 12월 6일에 확인함.
27. ↑  “16th Annual Game Developers Choice Awards”. 《Game Developers Choice Awards》. UBM Tech. 2016년 4월 1일에 원본 문서에서 보존된 문서. 2016년 4월 5일에 확인함.
28. ↑  Aviles, Estevan (19 March 2016). “2016 SXSW Gaming Awards Winners Announced!”. 《SXSW》.  1 April 2016에 원본 문서에서 보존된 문서. 20 March 2016에 확인함.
29. ↑  “日本ゲーム大賞2016「年間作品部門」受賞作品決定！” (PDF). 《CESA》. 15 September 2016. 13 October 2016에 원본 문서 (PDF)에서 보존된 문서. 15 September 2016에 확인함.